# Гімн (католицький)

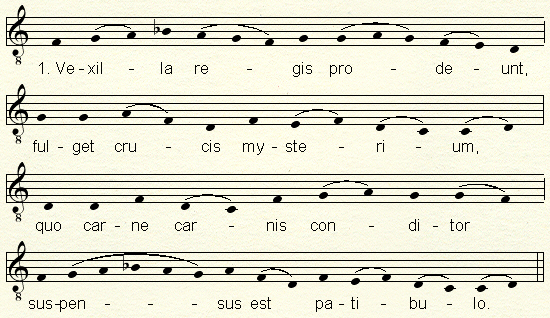
Гімн Vexilla regis першого тону (показана перша строфа). Автор тексту — Венанцій Фортунат. Автор мелодії невідомий

Гімн (лат. hymnus, від грец. ὕμνος — «урочиста пісня») — жанр у традиційному богослужінні католицької церкви, структурно — латинська строфічна пісня на небіблійний текст.

## Особливості
Гімн входить до складу офіція. Поетичний текст вільно складений та, зазвичай, написаний силаботонікою. Зміст представляє собою перефразування сюжету Священного Писання. Форма тексту строфічна, кількість строф і рядків у строфі, а також наявність рими не нормовано. Музичне оформлення: кожна строфа гімну розспівується на одну і ту ж мелодію. Спосіб розспіву тексту переважно силабічний, з мінімальними невматичними розспівами. Рядки співаються по черзі двома напівхоріями, а в епоху Відродження та епоху бароко найчастіше в техніці alternatim, де місце парних рядків займають авторські органні інтерлюдії або вокальні поліфонічні обробки відповідних віршів.
Тексти і наспіви містяться в співочих книгах католиків (антифонаріях, Liber usualis тощо) у загальному ряду пісень Літургії годин, а також окремо — у гімнаріях, починаючи з X століття. Сучасний солемський гімнарій (Liber hymnarius) включає 418 «легалізованих» гімнів, хоча в старовинних рукописах тексти і наспіви гімнів нараховувалися тисячами.

## Відомі зразки і рецепція

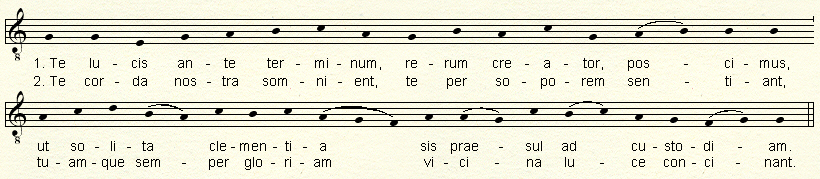
Гімн Te lucis ante terminum восьмого тону (показані перші 2 строфи). Автори тексту (V—VI ст.) і мелодії (близько 1000 р.) невідомі.

Католицькі гімни ідентифікуються за інципітом (початковій фразі вірша). Найбільш відомі зразки проходять через всю історію західноєвропейської музики, від Середніх віків до наших днів. Наприклад: «Te Deum», «Ut queant laxis», «Pange lingua», «Ave maris stella», «Veni creator Spiritus», «Vexilla Regis», «Adeste fideles», «Te lucis ante terminum», «O Salutaris Hostia», «A solis ortus cardine», «Jam lucis orto sidere». Первісно авторські обробки поряд із текстом включали також й оригінальні мелодії (т. зв. техніку на cantus firmus). А інколи, вже в період Ars antiqua, музика писалася заново на тексти гімнів без заново на тексты гимнов без врахування григоріанської мелодії (наприклад, кондукт невідомого автора «Veni Creator Spiritus»). Починаючи з епохи бароко композитори стали частіше використовувати тільки поетичний текст гімну, який складався лише з власної мелодії (наприклад, численні барокові обробки тексту «Te Deum»). Малер (у першій частині Восьмої симфонії) використовував тільки текст гімну «Veni creator spiritus», який поклав на власну музику, а от Гіндеміт, навпаки, обробив (у 4-й частині органного концерту) лише мелодію того ж самого гімну (без жодного тексту).

## Інші значення терміна
Гімном також називають (зазвичай без урахування «музично-технічної» специфіки) будь-церковний піснеспів на небіблійний текст. Наприклад, гімн «Exsultet» — знаменита великодня молитва католиків, яка не має відношення до текстомузичної форми гімну та з музичної точки зору являє собою вид псалмодичної речитації.